# Hillbrow
Hillbrow ist ein Stadtteil der Metropolgemeinde City of Johannesburg in Südafrika. Er gehört zur Stadtregion F, der Innenstadt Johannesburgs.

## Geographie
Hillbrow (deutsch etwa: „Hügelbraue“) liegt im Johannesburger Zentrum auf dem Grat des bis zu 1773 Meter hohen Witwatersrand. 2011 lebten dort 74.131 Menschen auf einer Fläche von 1,08 km². Der Stadtteil ist geprägt durch Hochhäuser, von denen die meisten als Wohnhäuser genutzt werden. Hillbrow hat eine hohe Armuts- und Kriminalitätsrate.
Hillbrow liegt nördlich des Hauptbahnhofs von Johannesburg, Park Station. Westlich von Hillbrow liegt der Stadtteil Braamfontein, nördlich Parktown, östlich Berea und südöstlich Doornfontein.

## Geschichte

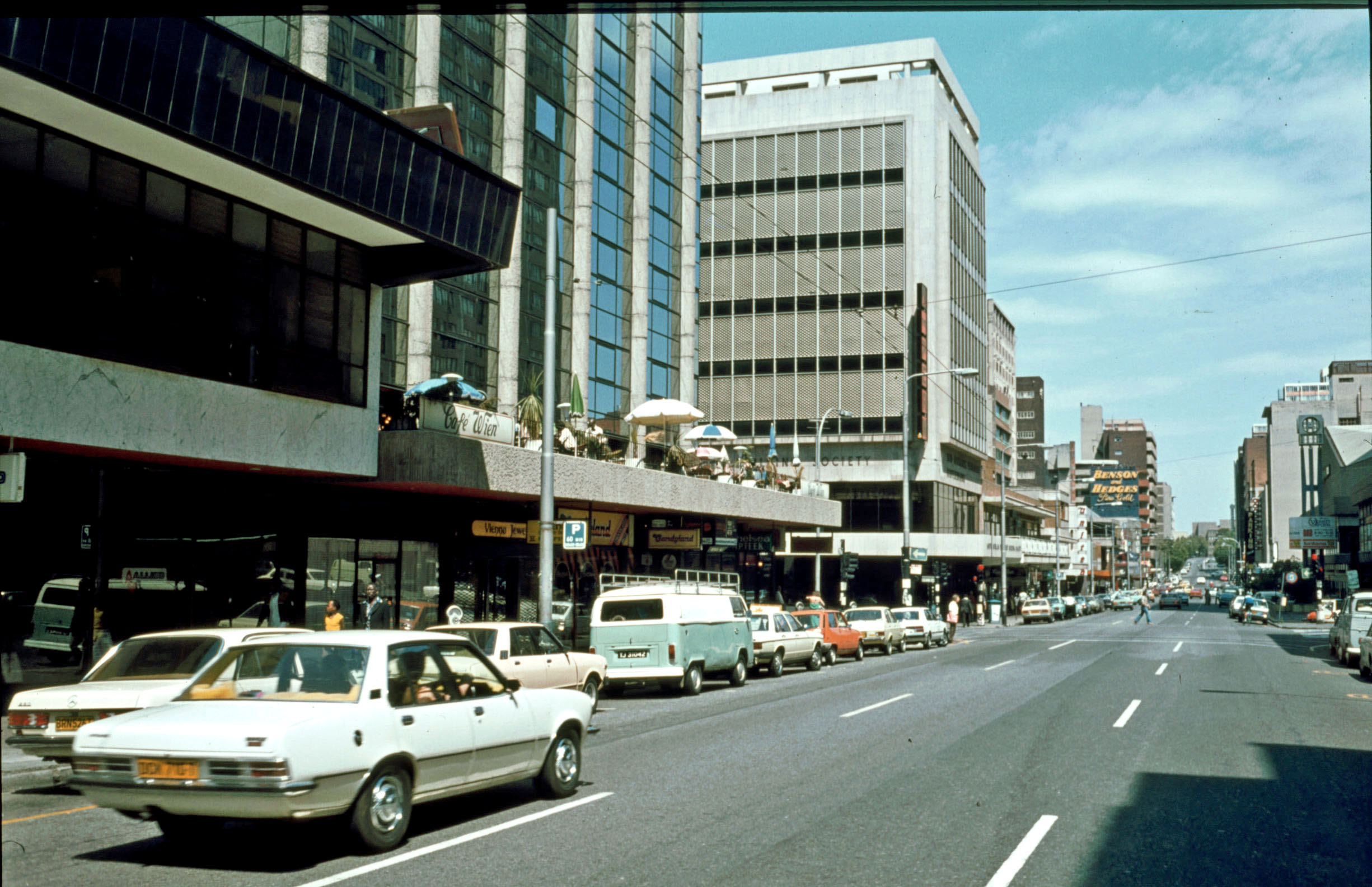
Straßenszene mit Café Wien (1980)

Hillbrow war zur Zeit der Apartheid das Geschäftszentrum der Stadt. Gemäß dem Group Areas Act durfte es nur von Weißen bewohnt werden. Ab den 1950er Jahren wurden zahlreiche Hochhäuser errichtet. Hillbrow hatte ein progressives, kosmopolitisches Image; der Wahlkreis war eine Hochburg der Progressive Federal Party. Die südafrikanische Schwulen- und Lesbenbewegung hatte hier ihren Schwerpunkt. Auch eine jüdische Reformgemeinde gab es, mit der 1936 errichteten Synagoge Tempel Israel im Art déco, die erste Reformgemeinde in Südafrika. Ihr Mitglied Reeva Forman war „Miss Südafrika“ und gründete die Kosmetikmarke Reeva. Juden waren unter den Weißen des ANC relativ überrepräsentiert.
1983 beauftragte der jüdische Kommunist und MK-Stabschef Joe Slovo eine Bombenzündung vor der Synagoge, weil der Staatspräsident des Apartheidstaates darin als Gast geladen war. Die Explosion der Haftmine im August 1983 verursachte erheblichen Sachschaden, kurz bevor Marais Viljoen eine Ansprache in einer religiösen Zeremonie hielt. Der stellvertretende Polizeichef Südafrikas Frans N. A. Steenkamp behauptete, dass der Explosivkörper „kommunistischen Ursprungs“ sei. Aus London wurde berichtet, dass der ANC eine Verantwortlichkeit für den Anschlag ablehne. Innenminister („Law and Order“) Louis le Grange erklärte den ANC dafür verantwortlich, dass dieser plane, Regierungsmitglieder zu töten.
1987 stellte die regierende Nasionale Party einen Aktivisten der Schwulenbewegung als Kandidat zur Wahl der Nationalversammlung auf, der gegen den PFF-Kandidaten knapp gewann, später jedoch wegen Wahlbetrugs verurteilt wurde. Durch den eigentlich illegalen Zustrom nicht-weißer Bewohner wurde Hillbrow in den 1980er Jahren zum grey area. Zugleich verließen viele Weiße den Stadtteil, häufig in nördlich gelegene Stadtteile wie Sandton. Es kam zum Verfall von Gebäuden und zur Ausbildung von Slums. 2011 betrug der Anteil der Weißen 0,4 %. Heute leben in Hillbrow Menschen aus verschiedenen Teilen Afrikas. Die Lebensbedingungen sind häufig beengt und von Prekarität geprägt. Die meisten Juden gingen nach Kanada, Großbritannien und in die USA. Auch Schwarze sind heute Mitglieder der jüdischen Gemeinde, um dem Mitgliederschwund zu begegnen.

## Bauwerke
Der Telkom Joburg Tower ist ein 270 Meter hoher Fernsehturm, der 1971 erbaut wurde. Er ist das höchste afrikanische Gebäude mit Personenaufzug und war bis 2005 als Hillbrow Tower bekannt. Das 1975 errichtete Wohnhaus Ponte City ist 173 Meter hoch, hat 54 Stockwerke und ist zylindrisch. Zeitweise war es illegal besetzt, bis 2001 ein Besitzerwechsel erfolgte. Im Westen von Hillbrow befindet sich auf dem Constitution Hill der Constitutional Court of South Africa, das Verfassungsgericht der Republik Südafrika. Die Johannesburg Art Gallery liegt am Südrand des Joubert Park nahe der Südgrenze des Stadtteils.

## Fiktive Werke über Hillbrow
- Phaswane Mpe: Welcome to our Hillbrow. 2001 veröffentlichter Roman mit Schwerpunkten AIDS und Fremdenfeindlichkeit.
- Norman Ohler: Stadt des Goldes. 2002, spielt vor allem in Hillbrow.
- Lauren Beukes: Zoo City. Science-Fiction-Roman, der 2010 erschien und zum großen Teil in Hillbrow spielt.

## Musik
- Johannes Kerkorrel: Hillbrow auf dem Album Eet Kreef!